# Гранадска война
Гранадската война (на испански: Guerra de Granada) е война, водена с прекъсвания между 1482 и 1492 година от владетелите на Кастилия и Арагон Фернандо II и Изабела Кастилска срещу Гранада, последното мюсюлманско владение на Пиренейския полуостров. Войната завършва на 2 януари 1492 г. след успешната обсада на град Гранада, а това слага край и на продължилата няколко столетия Реконкиста.

## Кастилия и Гранада
Емиратът Гранада (наричан от испанците кралство) е една от мюсюлманските държави (тайфи), появили се след разпадането на Кордобския халифат през ХІ в. През повечето време Гранада е второстепенна тайфа – до ХІІІ в., когато събитията се развиват стремглаво. През 1212 г. при Лас-Навас-де-Толоса мюсюлманите претърпяват съкрушително поражение. До средата на века огромни части от юга попадат под християнска власт, включително Валенсия, Кордоба и Севиля. За Арагон и Португалия Реконкистата приключва. Новият емират Гранада е създаден от енергичния Мохамад I от династията Нашрид през 1238 г. в югоизточния край на Испания. Столица на тази държава е едноименният град, в който е построен красивият дворец Алхамбра.
Кастилия е единствената държава, с която Гранада граничи по суша. Понесени на вълната на успехите, кастилците опитват да покорят Гранада през ХІІІ в., но срещат твърда съпротива. Установяват се стабилни граници и двете държави, независимо от религиозното противопоставяне, заживяват в относително разбирателство. През 1309 г. кастилците превземат Гибралтар, за да откъснат Гранада от естествените ѝ съюзници в Африка. Това предизвиква последната намеса на африканска империя в работите на Пиренейския полуостров. През 1333 г. султанът на Мароко прехвърля армии в Европа и опитва да отвоюва изгубените от мюсюлманите земи, но е разбит в сражението при Рио Саладо (1340). Гибралтар повторно се оказва в християнски ръце. Поредният опит да се покори Гранада е изоставен около 1350 г. и отново се установява равновесие.
През ХV в. Гранада е просперираща държава с богато население, наброяващо 1 млн. души, но разкъсвано от вътрешни противоречия – между отделните родове, между религиозните общности. Данъците са три пъти по-високи от тези в Кастилия, поради което има въстания на християните. Границата в планините на Сиера Невада е арена на чести сблъсъци и краткотрайни нападения от двете страни. Там емиратът бавно губи територии и крепости. Нужни са само решителни ръководители, за да премине Кастилия към решаване на въпроса с този последен мюсюлмански анклав.

## Ход на войната

### Първи действия
Едно от многобройните нападения на мюсюлманите на християнска територия предизвиква възмущение в Кастилия и послужва като повод за войната. То се случва през декември 1481 г. и е насочено срещу град Саара де ла Сера, близо до Гибралтар. Градът е превзет, а населението му – отведено в робство. По това време начело на Кастилия е Изабела І, омъжена за арагонския крал Фернандо ІІ. С техния брак от 1469 г. се поставят основите на бъдещата испанска монархия. Кралската двойка иска час по-скоро да приключи с мюсюлманския въпрос и да развърже ръцете си за други начинания – презокеански плавания, войни в Европа. Нападението е използвано от хардлайнерите в правителството да предизвикат ответни действия (април-май 1482), което се счита за фактическо начало на войната.
В началото християните търпят неуспехи – провалената обсада на град Лоха, поражението на хълмовете при Ахаркия, на брега на морето. Шанс им дава започналата поредна гражданска война в емирата, когато Боабдил, син на досегашния владетел, въстава и заема престола под името Мохамад ХІІ. Още с първите си действия той се показва като слаб военачалник – пленен е в битка близо до Кордоба. Това събитие дава кураж на Фернандо и Изабела, че този път войната може да бъде доведена до успешен край. Скоро те го освобождават с идеята да бъде послушен изпълнител на волята им.
През 1485 г. нов обрат в емирата задълбочава кризата – Боабдил е свален с преврат и начело застава чичо му Ал-Загал. Това помага на кастилските войски неочаквано леко да покорят Ронда и Марбела, както и базата на гранадските бойни кораби.

### Обсада на Малага
Гражданската война в Гранада все така не стихва, поради което страната е парализирана и не оказва ефективна съпротива на кастилците. През май 1487 г. с 80 000 пехотинци и 15 000 конници те обсаждат Малага – главно пристанище на емирата. Привържениците на Боабдил открито им помагат с разузнаване и агитация сред населението, но градът оказва отчаяна съпротива. Решимостта на коменданта и на африканските части, както и на приелите исляма бивши християни проточват битката три месеца. В началото на август каузата на защитниците става неудържима. Комендантът се самоубива, а първенците на града предлагат на Фернандо ІІ капитулация при определени условия. Кралят отказва и след превземането на града заробва голяма част от населението. С падането на Малага съдбата на Гранадския емират е предрешена.

### Капитулация на Гранада
Падането на Малага отново обръща ситуацията в Гранада и Боабдил влиза в столицата като емир за втори път. Ал-Загал се оттегля в главната си крепост Баса. Там през 1489 г. е атакуван от християнските армии, но това планинско място е твърде трудно за обсада. Испанските сили трябва да се разделят и да забравят за ползата от артилерията. В един момент испанските сили са така обезкуражени, че Изабела идва лично, за да ги ободри. В крайна сметка Ал-Загал се предава след шест месечна съпротива (1490).
Сега испанските монарси вярват, че войната е свършила, тъй като Боабдил е действал като техен съюзник. Само че населението на Гранада няма намерение да се предава без бой и, вдъхновен от примера му, той отхвърля васалните ангажименти, решавайки да се бори за страната. На този етап крепостта на Гранада е единственото, което му е останало – той не разполага с пристанище, нито с някакви съюзници. Отчаяните му опити да привлече на своя страна египетските Мамелюци или новия султан на Мароко остават без резултат. Когато обсадата започва през април 1491 г., става ясно, че Гранада не е готова за нея. Малобройните войски не стигат за ефективни излизания срещу обсадителите. Част от командирите и от градската управа чрез подкупи или по убеждение работят за християните. В тази отчаяна обстановка, на 25 ноември Боабдил се съгласява да предаде града до два месеца. В договора Фернандо и Изабела обещават да съхранят правата на мюсюлманите в религиозно отношение и да ги третират наравно с другите си поданици при назначаване на управленски постове или по отношение на бизнеса. На 2 януари 1492 г. ключовете за Гранада са предадени на испанските монарси и Гранадската война приключва.

## Последици от войната
Войната бързо покачва авторитета на испанската монархия, тъй като е представяна като кръстоносен поход, благословен от папата. Освен това е сложен край на цяла епоха на военни и дипломатически усилия за освобождението на страната. Войната позволява да се изпрати експедицията на Колумб, която още в края на 1492 г. достига Америка. Така се отваря ново поле за военни походи и завоевания. Испания се впуска в борба за контрол над Северна Африка, пренасяйки войната на вражеска територия. Жестоката разправа с гражданите на Малага (15 000 продадени като роби) поставя началото на репресии срещу населението на цяла Южна Испания. Католическите монарси се отнасят към Андалусия като окупирана страна. За десетилетие напред то е принудено да плаща извънредни данъци, да дава войници и да издържа армията. Там се въвежда военно положение, което повишава рязко цените. Репресиите срещу друговерците в католическа Испания започват с декрета от Алхамбра през 1492 г., насочен срещу евреите и продължава с покръстването (или прогонването) на мюсюлманите (както и покръстените маври) на няколко етапа през ХVІ в.